# Maylene and the Sons of Disaster
Maylene and the Sons of Disaster är ett amerikanskt southern hardcoreband som bildades 2004 i Birmingham, Alabama.
Bandet bildades efter att sångaren, Dallas Taylor, lämnat sitt gamla band, Underoath.
Första albumet kom ut den 25 oktober 2005 via Mono vs Stereo Records och har samma namn som bandet.
April 2006 signades bandet till Ferret Music. 20 mars 2007 släpptes deras album II och fick en hit med singeln Memories of the Grove som finns att ladda ner till Guitar Hero II. Deras tredje album släpptes den 23 juni 2009 och bandet valde att fortsätta i samma anda med att inte ge albumet någon riktig titel utan kallar den bara "III". Den 27 september 2011 kom det fjärde albumet, "IV".

## Medlemmar
Nuvarande medlemmar
- Dallas Taylor – sång (2004– )
- Jake Duncan – rytmgitarr, bakgrundssång (2009–2011, 2013– )
- Brad Lehmann – basgitarr, bakgrundssång (2009– )
- Jasin Todd – sologitarr (2015– )
- Steve Savis – rytmgitarr, bakgrundssång (2015– )
- Jon Thatcher Longley – trummor (2015– )

Tidigare medlemmar
- Josh Cornutt – gitarr (2004–2008)
- Scott Collum – gitarr (2004–2008)
- Lee Turner – trummor (2004–2008)
- Roman Haviland – basgitarr, bakgrundssång (2004–2009)
- Josh Williams – gitarr (2005–2008)
- Kelly Scott Nunn – gitarr, bakgrundssång (2008–2010)
- Matt Clark – trummor, bakgrundssång (2008–2011)
- Chad Huff – sologitarr, bakgrundssång (2008–2015)
- Miles McPherson – trummor (2011–2014)

Turnerande medlemmar
- Jasin Todd – sologitarr (2014)
- Sam Anderson – trummor, bakgrundssång (2011, 2014)
- Jon Thatcher Longley – trummor (2011)
- Luis Mariani – rytmgitarr, bakgrundssång (2011)
- Josh Butler – trummor (2011)
- Schuylar Croom (He Is Legend) – sång (22 september 2009 - 1 februari 2010)

## Diskografi

### Studioalbum
- Maylene and The Sons of Disaster – (25 oktober 2005, Mono Vs Stereo)
- II – (20 mars 2007, Ferret Records)
- III – (23 juni 2009, Ferret Records)
- IV – (27 september 2011, Ferret Records)

### EP
The Day Hell Broke Loose at Sicard Hollow – (6 februari 2007, Ferret Records)

### Singlar
- "Tough As John Jacobs" – Maylene and the Sons of Disaster (2005, Mono vs Stereo)
- "Caution: Dangerous Curves Ahead" – Maylene and the Sons of Disaster (2005)
- "Dry The River" – II (2007, Ferret Records)
- "Memories Of The Grove" – II (2007)
- "Darkest Of Kin" – II (2007)
- "Just A Shock" – III (2009)
- "Step Up (I'm on It)" – III (2009)

## Turnéer
I april 2007 turnerade Maylene and the Sons of Disaster för att promotera albumet II tillsammans med musikgrupperna Haste the Day, From Autumn to Ashes, The Sleeping, och Alesana.
Från september till november 2008 turnerade bandet i USA tillsammans med A Static Lullaby, Showbread, Confide och Attack Attack! innan inspelningen av bandets tredje album, III påbörjades.
I december 2009 turnerade Maylene and the Sons of Disaster för första gången i Norden, tillsammans med In Flames, Killswitch Engage, Every Time I Die och Dead by April i Rockstar Taste of Chaos. Dock var inte Dallas Taylor, sångaren i bandet, med på den turnén. Istället sjöng Schuylar Croom från bandet He Is Legend.